# Frankrijk op het Eurovisiesongfestival 2024

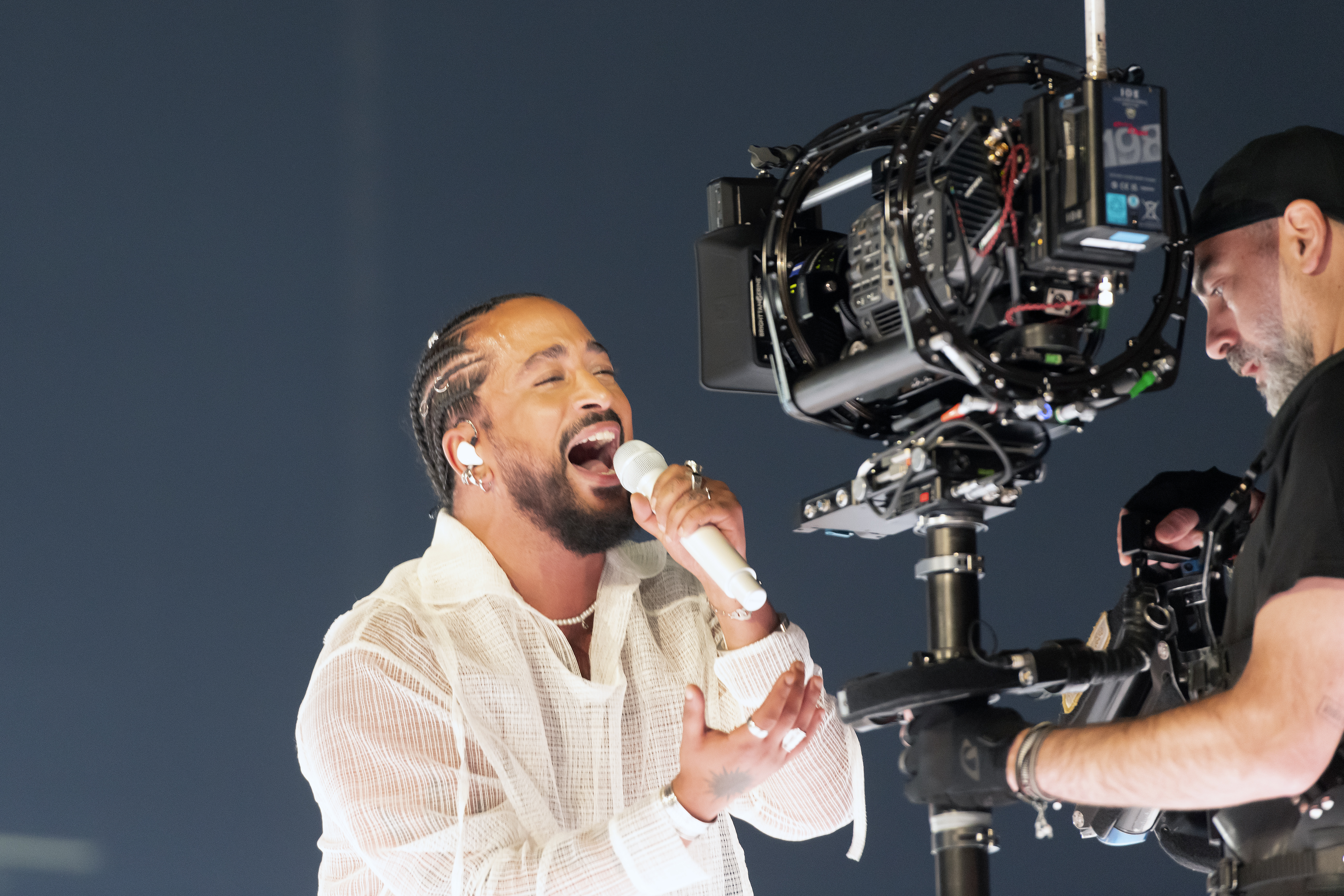
Slimane tijdens de repetities in Malmö.

Frankrijk nam deel aan het Eurovisiesongfestival 2024 in Malmö, Zweden. Het wordt de 65ste deelname van het land aan het Eurovisiesongfestival. France Télévisions is verantwoordelijk voor de Franse bijdrage voor de editie van 2024.

## Selectieprocedure
Op 8 november 2023 maakte France Télévisions bekend dat de zanger Slimane intern was geselecteerd om Frankrijk te vertegenwoordigen op de 68ste editie van het Eurovisiesongfestival. Meteen werd ook zijn bijdrage Mon amour vrijgegeven. Hiermee was Frankrijk het eerste land dat zijn nummer voor 2024 presenteerde.

## In Malmö
Als een van de vijf grote Eurovisielanden mag Frankrijk automatisch deelnemen aan de grote finale, op zaterdag 11 mei 2024. Slimane trad aan als voorlaatste act in de grote finale op 11 mei 2024. 
Slimane behaalde uiteindelijk de 4de plaats met 445 punten, waarvan 218 van de jury's en 227 van de televoters. De Armeense kijkers, en de Belgische, Armeense, Sloveense en IJslandse jury's gaven 12 aan Mon amour. 
1956 · 1957 · 1958 · 1959 · 1960 · 1961 · 1962 · 1963 · 1964 · 1965 · 1966 · 1967 · 1968 · 1969 · 1970 · 1971 · 1972 · 1973 · 1974 · 1975 · 1976 · 1977 · 1978 · 1979 · 1980 · 1981 · 1982 · 1983 · 1984 · 1985 · 1986 · 1987 · 1988 · 1989 · 1990 · 1991 · 1992 · 1993 · 1994 · 1995 · 1996 · 1997 · 1998 · 1999 · 2000 · 2001 · 2002 · 2003 · 2004 · 2005 · 2006 · 2007 · 2008 · 2009 · 2010 · 2011 · 2012 · 2013 · 2014 · 2015 · 2016 · 2017 · 2018 · 2019 · 2020 · 2021 · 2022 · 2023 · 2024 · 2025
Albanië · Armenië · Australië · Azerbeidzjan · België · Cyprus · Denemarken · Duitsland · Estland · Finland · Frankrijk · Georgië · Griekenland · Ierland · IJsland · Israël · Italië · Kroatië · Letland · Litouwen · Luxemburg · Malta · Moldavië · Nederland · Noorwegen · Oekraïne · Oostenrijk · Polen · Portugal · San Marino · Servië · Slovenië · Spanje · Tsjechië · Verenigd Koninkrijk · Zweden · Zwitserland